# 大草原玫瑰 (北达科他州)
大草原玫瑰（英語：Prairie Rose），是美国北达科他州下属的一座城市。根据2010年美国人口普查，该市有人口73人。